# Schattenspiel
Schattenspiel (с нем. — «Игра теней, театр теней») — двойной альбом швейцарской готик-метал-группы Lacrimosa, вышедший 7 мая 2010 года на лейбле Hall of Sermon. Релиз был приурочен к двадцатилетию группы и является сборником ранее не издававшихся песен. Два диска издания содержат 18 треков (по 9 на каждом диске), в числе которых демозаписи группы 1990 года, прежде не публиковавшиеся композиции и две песни, написанные Тило Вольффом специально для альбома: «Sellador» и «Ohne Dich ist alles nichts».

## История
Впервые информация об альбоме появилась 2 марта 2010 года на официальном сайте Lacrimosa. Сообщалось лишь о факте выхода альбома и дате релиза. Название и обложка были представлены только двадцатого марта. Тогда же были объявлены названия двух новых треков с альбома: «Sellador» и «Ohne Dich ist alles nichts». Остальные треки — это композиции прошлых лет. Первоначально был заявлен трек-лист из 17 композиций, однако 8 апреля на сайте группы было обнародовано сообщение о том, что уже укомплектованный список композиций альбома будет дополнен неиздававшейся оркестровой версией трека «Copycat».В официальном блоге группы сообщалось, что эта версия песни должна была выйти в качестве одноимённого сингла ещё в 1996 году, оригинал же вышел на альбоме 1995 года Inferno. Оригинальные версии песен «Schakal (Urversion)» и «Vermächtnis der Sonne (Urversion)» также были представлены на альбоме Inferno, а в 1994 год вышел сингл «Schakal».
«Seele in Not» и «Requiem» были первыми композициями, написанными Тило Вольффом в рамках проекта Lacrimosa ещё в 1990 году. В том же году эти треки вышли на кассете Clamor, а уже через год в доработанном виде — на дебютном альбоме Lacrimosa Angst.
В преддверии альбома Lacrimosa выпустила клубный сингл «Sellador», содержавший клубную и альбомную версии одноимённой композиции, а также песни «Schuld und Sühne» и «Ein Hauch von Menschlichkeit (Late Night Remix)».

## Список композиций
| №      | Оригинальное название                           | Перевод                           | Год  | Время |
| Диск 1 |                                                 |                                   |      |       |
| 1      | Seele in Not (Urversion)                        | Душа в беде                       | 1990 | 5:54  |
| 2      | Requiem (Urversion)                             | Реквием                           | 1990 | 6:54  |
| 3      | Seelenübertritt                                 | Переход душ                       | 1990 | 4:33  |
| 4      | Schuld und Sühne                                | Преступление и наказание          | 1990 | 4:21  |
| 5      | Dreht Euch                                      | Вращайтесь                        | 1992 | 2:14  |
| 6      | Dem Ende entgegen                               | К концу                           | 1993 | 4:53  |
| 7      | Schakal (Urversion)                             | Шакал                             | 1994 | 9:15  |
| 8      | Vermächtnis der Sonne (Urversion)               | Завещание солнца                  | 1994 | 4:44  |
| 9      | Copycat (Extended Version)                      | Подражательница                   | 1996 | 6:37  |
| Диск 2 |                                                 |                                   |      |       |
| 10     | Ein Hauch von Menschlichkeit (Late Night Remix) | Дуновение человечности            | 2002 | 3:56  |
| 11     | Morgen                                          | Завтра                            | 2003 | 5:24  |
| 12     | Schönheit straft jedes Gefühl                   | Красота всегда наказывает чувство | 2003 | 8:07  |
| 13     | Ein Fest für die Verlorenen                     | Праздник для потерянных           | 2004 | 8:24  |
| 14     | Mantiquor                                       | Мантикора                         | 2005 | 6:33  |
| 15     | Der Verlust                                     | Потеря                            | 2006 | 4:34  |
| 16     | Déjà vu                                         | Дежавю                            | 2007 | 5:56  |
| 17     | Sellador                                        | Дверь в подвал                    | 2010 | 5:26  |
| 18     | Ohne Dich ist alles nichts                      | Без тебя всё — ничто              | 2010 | 6:04  |

## Оформление

### Обложка
Художником-оформителем обложки Schattenspiel стала московская художница-фрилансер Алла Бобылева, ранее оформлявшая для Lacrimosa сингл «I Lost My Star». Обложка и буклет Schattenspiel, как и обложки всех предыдущих альбомов группы, выдержаны в чёрно-белых тонах. На лицевой стороне обложки изображён циферблат, сквозь который видны шестерни часового механизма. По направлению хода часовой стрелки в хронологическом порядке расположены миниатюры обложек всех альбомов Lacrimosa с 1991 по 2009 год, включая два концертных альбома: Live и Lichtjahre. Дебютный альбом Angst соответствует одному часу, а Sehnsucht — двенадцати. Над миниатюрами обложек написаны названия соответствующих альбомов, под ними — годы выпуска. Название самого сборника — Schattenspiel — отсутствует.

### Буклет
Тридцатидвухстраничный буклет альбома оформлен непосредственно группой Lacrimosa и студией дизайна angst-im-wald. В нём содержатся фотографии, сделанные за всю двадцатилетнюю историю группы. Наряду со снимками, которые ранее не публиковались, в него вошли фотографии, сделанные специально для юбилейного релиза. Кроме того буклет содержит комментарии Тило Вольффа с описанием истории каждой песни.

## Участники записи
В работе над альбомом приняли участие:

#### Lacrimosa
- Тило Вольфф (нем. Tilo Wolff) — тексты, музыка, вокал, гитара (трек 11), программинг, аранжировка, оркестровки, продюсирование
- Анне Нурми (фин. Anne Nurmi) — вокал, клавишные

#### Музыканты и вокалисты
- Юдифь Грюнинг (нем. Judith Grüning) — женский вокал (трек 6)
- Эрик Фантом (англ. Eric The Phantom) — скрипка (трек 7)
- Себастьян Хаусман (нем. Sebastian Hausmann) — гитара (треки 7, 8)
- Ян Ирлунд (нем. Jan Yrlund) — гитара (трек 9)
- Джэй Пи. (англ. Jay P.) — бас (трек 9)
- ЭйСи (англ. AC) — ударные (трек 9)
- Бен Хаг (нем. Ben Haag) — гитара (треки 11—16), бас (треки 12—16)
- Андреа Музетти (нем. Andrea Musetti) — скрипка (треки 12, 13)
- Каролине Кёстер (нем. Karoline Köster) — виолончель (треки 12, 13)
- Артуро Гарсия (Arturo Garcia) — ударные (трек 18)

#### Оркестры
- Ансамбль Розенберга (нем. Rosenberg Ensemble) (трек 9)
- Немецкий бабельсбергский оркестр кино (нем. Deutsches Filmorchester Babelsberg) (трек 10)
- Филармония Шпильман-Шнайдер (нем. Spielmann-Schnyder Philharmonie) (треки 17, 18)

#### Технический персонал
- Филиппе Алиот (нем. Philippe Alioth) — звукоинженер (треки 1, 2, 4, 7, 8)
- Роберт Дитрих (нем. Robert Dietrich) — звукоинженер (треки 3, 5)
- Кевин Ланкасхире (нем. Kevin Lancashire) — инженер (трек 6)
- Джэй Пи. (англ. Jay P.) — программинг (трек 10)

## Позиции в чартах
| Страна   | Высшая позиция | И.     |
| -------- | -------------- | ------ |
| Германия | 51             | [ 11 ] |
| Мексика  | 51             | [ 12 ] |